# کترین اسلینگ
کترین اسلینگ (فرانسوی: Catherine Hessling‎؛ ‏ ۲۲ ژوئن ۱۹۰۰ – ۲۸ سپتامبر ۱۹۷۹) هنرپیشه اهل فرانسه بود.
از فیلم‌ها یا برنامه‌های تلویزیونی که وی در آن نقش داشته‌است* می‌توان به دخترک کبریت‌فروش و نانا اشاره کرد.